# Garfield i przyjaciele
Garfield i przyjaciele (ang. Garfield and Friends) – amerykański serial animowany, który powstał na podstawie komiksów Jima Davisa.
W Polsce serial emitowano w wersji z lektorem (był nim Jacek Kawalec) w latach 1997–1999 w telewizji Polsat. Później ta sama wersja była powtarzana przez Polsat 2, TV4 i Smyk. Emisja nie zawierała całego sezonu 7. i wybiórczo niektórych odcinków z pozostałych serii, które nie były dystrybuowane. Łącznie w emisji były 73 ze 121 odcinków.
Od 22 września 2008 do 5 października 2009 roku serial był nadawany w poniedziałkowym paśmie Wieczorynki w TVP1 z polskim dubbingiem, obecnie jest na chwilę transmitowany na antenach MiniMini+, MiniMini+ HD, Disney XD Polska, Disney Channel Polska oraz w Polsat News (premiera: 31 października 2024 r.). Dotychczas wyemitowane zostały pierwsze 52 odcinki tej wersji serialu.
Od 4 listopada 2009 serial był nadawany w środowej, a od 9 stycznia do 13 marca 2010 w sobotniej Wieczorynce. Powtórzono część odcinków II serii.

## Opis
Każdy odcinek składa się z trzech dłuższych epizodów. Dwa z nich (pierwszy i ostatni) opowiadają o bohaterach komiksu Garfield. Środkowy oparty jest na komiksie Farma Orsona (U.S. Acres). Ponadto każdy z odcinków zawiera kilka (zwykle trzy) krótkie scenki (tzw. Quickie), będące najczęściej bezpośrednią adaptacją pasków komiksowych.
Pomimo iż poszczególne części oparte na dwóch różnych komiksach zachowują odrębność, to jednak występują wzajemne nawiązania. Postacie z Farmy Orsona niekiedy pojawiają się w części z Garfieldem. W części Farma Orsona bohaterowie często używają przedmiotów nawiązujących do postaci Garfielda.

### Bohaterowie

#### CzęśćGarfield
- Garfield – otyły, pomarańczowy kot, główny bohater serialu. Większość czasu spędza na spaniu, jedzeniu lub oglądaniu telewizji. Lubi płatać figle domownikom, a także Nermalowi i listonoszowi. Garfield, jak również inne pojawiające się zwierzęta, potrafi mówić, nie jest jednak słyszany przez ludzi – zwierzęta rozmawiają wyłącznie między sobą.
- Odie – żółty, niezbyt inteligentny pies z przesadnie wielkim językiem, którym często liże Garfielda. Lubi tradycyjne psie zabawy jak aportowanie. Jest jedynym zwierzęciem, które nie potrafi mówić, posługuje się jedynie gestami i wydaje pomruki.
- Jon Arbuckle – właściciel Garfielda i Odiego. Mieszka sam wraz ze swoimi pupilami. Podobnie jak komiksowy pierwowzór, jest ukazany jako „towarzyski nieudacznik”. W serialu bardziej został rozwinięty wątek pracy zawodowej Jona – jest on rysownikiem komiksów.
- Nermal – malutki kotek, uważa się za „najsłodszego kociaka na świecie”. Jego zachowanie, cokolwiek by robił, wzbudza sympatię ludzi, co u Garfielda wywołuje zazdrość. Stałym gagiem jest bezskuteczna próba wysłania Nermala do Abu Dhabi podejmowana przez Garfielda.
- Binky – telewizyjny klaun, gwiazda nielubianego przez Garfielda programu telewizyjnego. Najczęściej pojawia się epizodycznie na ekranie telewizora, niekiedy jego postać jest ukazana szerzej i odgrywa kluczową rolę. Postać kilkakrotnie pojawiła się także w komiksie.
- Liz Wilson – lekarka weterynarii, u której Garfield robi badania. Ukazana jako kobieta poważna i zasadnicza. Okazjonalnie chodzi z Jonem na nie zawsze udane randki.
- Cactus Jake – kowboj, przyjaciel Jona. Jego imię pochodzi od tego, że jego dziadek, łapiąc bandytę, spada na kaktusy.
- Floyd – mysz (samiec) pomieszkujący w domu Jona. Najlepszy przyjaciel Garfielda.
- Herman Post – listonosz, główna ofiara żartów Garfielda – najczęściej są to rozmaite pułapki.
- Penelopa – kocia sympatia Garfielda. W serialu praktycznie zajmuje miejsce komiksowej Arlene.

#### CzęśćFarma Orsona
- Orson – prosiak, z racji wysokiego IQ odpowiada za wszystko na farmie. Jego największą pasją jest czytanie książek. Posiada także swoje alter ego, w sytuacjach zagrożenia wciela się w nieco niezdarnego superbohatera o imieniu Super Prosiak (ang. Power Pig).
- Roy – kogut. Lubi robić kawały, które są utrapieniem pozostałych mieszkańców farmy i często obracają się przeciwko niemu.
- Wade – bardzo strachliwy i wierzący w przesądy kaczor. Boi się praktycznie wszystkiego, nawet rzeczy trywialnych, co często wykorzystuje Roy.
- Bo – miły, kulturalny i pozytywnie nastawiony do świata baran. Do wszystkich zajęć podchodzi ze stoickim spokojem, unika sporów.
- Lanolin[2] – siostra Bo. W odróżnieniu od brata, jest kłótliwa, agresywna i często postępuje na przekór. To ona najczęściej odkrywa podłe plany Roya.
- Booker – bardzo odważny mały kurczak. Jego ulubionym zajęciem jest polowanie na robaki, które jednak okazują się sprytniejsze.
- Sheldon – brat Bookera, który z lęku przed światem postanowił pozostać w jajku. W przeciwieństwie do brata, jest powściągliwy w zachowaniu.
- Mort, Gort i Wart – starsi bracia Orsona, główne czarne charaktery. Często wykradają zapasy jedzenia lub w inny sposób uprzykrzają życie mieszkańcom farmy.
- Łasica – kradnie kury i wiecznie trzeba pilnować kurnika. Silna i przebiegła, trudno się jej przeciwstawić.

## Obsada
- Lorenzo Music – Garfield
- Gregg Berger – Odie/listonosz/Orson
- Thom Huge – Jon Arbuckle/Roy/Binky/Floyd/Gort
- Julie Payne – Liz Wilson/Lanolin
- Howard Morris – Wade/Wart
- Frank Welker – Bo/Booker/Sheldon/Mort
- Desirée Goyette – Nermal
- Pat Buttram – Kaktus Jake
- Victoria Jackson – Penelope
- Gary Owens – głosy dodatkowe

## Wersja polska
Wersja polska: TVP Agencja Filmowa

Reżyseria: Dorota Kawęcka

Dialogi:
- Anna Celińska (odc. 1-26),
- Joanna Kuryłko (odc. 27-31),
- Halina Wodiczko (odc. 32-39),
- Dorota Dziadkiewicz (odc. 40-52)

Tłumaczenie:
- Anna Celińska (odc. 1-26),
- Joanna Kuryłko (odc. 27-31),
- Halina Wodiczko (odc. 32-39),
- Dorota Dziadkiewicz (odc. 40-52)

Dźwięk i montaż: Jakub Milencki

Teksty piosenek: Wiesława Sujkowska
Opracowanie muzyczne: Piotr Gogol
Kierownictwo produkcji: Monika Wojtysiak
Wystąpili:
- Grzegorz Wasowski – Garfield
- Mieczysław Morański – Jon Arbuckle
- Tomasz Błasiak – Orson
- Wojciech Paszkowski – Roy
- Modest Ruciński – Wade
- Leszek Zduń –
  - Bo,
  - Chick Mysz (odc. 27a)
- Beata Jankowska-Tzimas – Booker
- Monika Wierzbicka – Lanolin
- Jacek Wolszczak –
  - Sheldon,
  - Joe Palaver (odc. 31c),
  - Szeryf Kaktus Jack (odc. 51c)
- Katarzyna Łaska – Nermal
- Cezary Kwieciński –
  - Floyd,
  - Klaun Binky,
  - lis (odc. 3b),
  - robak (odc. 13b),
  - prezenter telewizyjny (odc. 17c),
  - kwiaciarz (odc. 18a),
  - sufler w studiu telewizyjnym (odc. 19c),
  - komentator golfa (odc. 25c),
  - kot oszust (odc. 22a),
  - Elmwood (odc. 26a)
  - sprzedawca (odc. 28c),
  - właściciel hotelu „Wakacje od domu” (odc. 34c),
  - gryf (odc. 35b)
- Dariusz Błażejewski –
  - mysz w telewizji (odc. 1c),
  - prezenter telewizyjny (odc. 2a),
  - kosmita (odc. 2a),
  - Freddy, postać z horroru (odc. 3a),
  - biedak (odc. 3c),
  - pies ze snu Wade’a (odc. 4b),
  - papuga (odc. 4c),
  - Marsjanin-rogalik (odc. 5b),
  - pies (odc. 6a),
  - listonosz Herman (odc. 7c),
  - szef strażaków (odc. 9c),
  - Pan Mystic (odc. 10a),
  - Błotny stwór (odc. 17a),
  - szef WBOR-TV (odc. 20a),
  - gruby kot (odc. 20c),
  - prokurator (odc. 28a),
  - przywódca gangu (odc. 32a),
  - Gnom (odc. 32c),
  - Ben Fraklin (odc. 36c),
  - Naukowiec (odc. 41a),
  - Klient (odc. 48c)
- Stefan Knothe –
  - Gort,
  - kot Clyde (odc. 5c),
  - szef hycli (odc. 6a),
  - sprzedawca (odc. 8a),
  - Kaczor Fred (odc. 12b, 14b),
  - sprzedawca (odc. 13c),
  - prezenter zapowiadający kino grozy (odc. 18a),
  - Piaskowy Dziadek (odc. 21b),
  - Strażnik (odc. 22b),
  - Kaktus Jake (odc. 23a, 27c, 32a, 44c, 48c, 51c),
  - dr Garbanzo Bean (odc. 25a)
- Julia Kołakowska – dziewczynka (odc. 1a)
- Beata Łuczak –
  - Liz Wilson,
  - ekspedientka (odc. 2a),
  - Alison, postać z horroru (odc. 3a),
  - sekretarka w telewizji (odc. 4c),
  - waga (odc. 7a),
  - tukan (odc. 8c)
- Katarzyna Skolimowska – pani Stonewall (odc. 5c)
- Robert Tondera –
  - jedna z myszy (odc. 1c),
  - generał (odc. 2a),
  - woźny w kinie (odc. 3c),
  - prezenter telewizyjny (odc. 4a, 41a),
  - szczur ze snu Wade’a (odc. 4b),
  - właściciel ośmiornicy (odc. 4c),
  - robak (odc. 8b),
  - pan Atweiler, właściciel tukana (odc. 8c),
  - sąsiad Jona (odc. 8c),
  - hycel (odc. 9c),
  - ofiara pożaru (odc. 9c),
  - strażak (odc. 9c),
  - szef WBOR-TV (odc. 19c),
  - prezenter (odc. 21a),
  - Stinky Devis (odc. 28a),
  - rozbitek (odc. 28c),
  - Zorborg (odc. 34a),
  - właściciel Tajemniczego dworu (odc. 36a),
  - pracownik wideoteki (odc. 38c),
  - bileter multipleksu (odc. 38c),
  - Luigi (odc. 41c),
  - Kapitan (odc. 42a),
  - Harold (odc. 43c),
  - Reżyser (odc. 45c),
  - Maranzrz (odc. 48b),
- Waldemar Barwiński –
  - hycel (odc. 6a),
  - strażnik (odc. 8a),
  - Gary (odc. 9a),
  - głos w pastiszu trailera (odc. 10c),
  - prezenter kociego konkursu (odc. 11a),
  - Listonosz Herman
  - Rick Deltoid (odc. 19c),
  - ojciec Roscow (odc. 23c),
  - Łasica (odc. 36b, 40b, 41b, 43b),
  - Kaktus Charlie (odc. 48c),
  - sprzedawca kocich łózek (odc. 49c),
  - Floyd (odc. 50c)
- Artur Pontek – Mort
- Paweł Szczęsny –
  - Wart,
  - Pan Mendelbaum (odc. 12a),
  - pies (odc. 13a),
  - sprzedawca (odc. 13c),
  - kot przybłęda (odc. 14a),
  - bandyta (odc. 21c),
  - kosmita z planety Klarion (odc. 24b),
  - telewizor (odc. 25c),
  - sędzia (odc. 28a),
  - lektor (odc. 29c),
  - psycholog (odc. 30c),
  - Bonzo (odc. 37c),
  - Sherlock Holmes (odc. 48a),
  - Tiron (odc. 50c)
- Joanna Pach –
  - Roselin (odc. 16a),
  - Heather (odc. 18c),
  - dziewczynka na plaży (odc. 37c)
- Anna Apostolakis – mały żółwik (odc. 16b)
- Hanna Kinder-Kiss –
  - kobieta zainteresowana Nermalem (odc. 16c),
  - sąsiadka Jona (odc. 17c),
  - prezenterka programu „Kwadrans z szydełkiem” (odc. 18a),
  - kobieta w samochodzie (odc. 20c),
  - Roscow (odc. 23c),
  - Abigail – Matka Chrzestna (odc. 41c)
- Krzysztof Strużycki –
  - Sakamoto San (odc. 21c),
  - asystent reżysera (odc. 22c),
  - właściciel restauracji (odc. 25a)
  - notariusz (odc. 26a),
  - Lodiarz (odc. 41c)
- Krzysztof Mielańczuk –
  - lektor,
  - komisja nadzoru budowlanego (odc. 16c)
- Cynthia Kaszyńska –
  - krowa (odc. 29c),
  - Kaktus Jackie (odc. 48c)
- Joanna Jędryka –
  - Matka Jona (odc. 30c),
  - Harriet (odc. 33c),
  - Czarownica (odc. 45c)
- Barbara Melzer – Amy (odc. 32a)
- Włodzimierz Bednarski –
  - Burmistrz (odc. 32c),
  - „Lekarz telewizorów” (odc. 33a),
  - Ojciec Chrzestny (odc. 41c)
- Tomasz Steciuk – Star Wolf (odc. 34a)
- Jacek Kopczyński – Kot z klatki obok (odc. 34c)
- Janusz Wituch –
  - Smok (odc. 37a),
  - przewodnik po muzeum (odc. 39c),
  - człowiek z wieży kontroli lotów (odc. 40a)
- Brygida Turowska – Lola (odc. 37c)
- Joanna Węgrzynowska – Tiffany (odc. 37c)
- Ryszard Olesiński – Al Szachraj (odc. 38a, 40a)
- Zbigniew Konopka –
  - Młotek (odc. 38b),
  - Buzz (odc. 41a),
  - Ksiądź (odc. 43c),
- Cezary Nowak – Naczelnik poczty (odc. 39a)
- Andrzej Gawroński – Platon (odc. 40b, 41b)
- Katarzyna Tatarak – Kosmita (odc. 40c)
- Agnieszka Fajlhauer – Marion – kuzynka Jona (odc. 43c)
- Adam Krylik –
  - Harold szef Kaktusa Jake’a (odc. 44c),
  - szef WBOR-TV (odc. 45a),
- Łukasz Talik – Miś Bertie (odc. 45a, 46a)
- Marcin Mroziński – Miś Boobie (odc. 45a, 46a)
- Rafał Walentowicz – Miś Billy (odc. 45a, 46a)
- Michał Konarski – właściciel stacji benzynowej (odc. 47c)

i inni

## Spis odcinków
Uwaga! Tytuły podane małymi literami pochodzą z wersji lektorskiej Polsatu.
| N/o                   | Polski tytuł (wersja TVP)                                                                                                 | Angielski tytuł                           |
| --------------------- | --- | ----------------------------------------- |
|                       | |                                           |
| Seria pierwsza (1988) | |                                           |
|                       | |                                           |
| 001                   | Bolesne doświadczenie Garfielda                                                                                           | Garfield’s Moving Experience              |
| 001                   | Aż strach się bać | Wade: You’re Afraid                       |
| 001                   | Kot na myszy | Good Mousekeeping                         |
|                       | |                                           |
| 002                   | Nocny koszmar Garfielda                                                                                                   | Nighty Nightmare                          |
| 002                   | Bananowy nos | Banana Nose                               |
| 002                   | Oda do Odiego | Ode to Odie                               |
|                       | |                                           |
| 003                   | Strachajło | Fraidy Cat                                |
| 003                   | Czym skorupka za młodu…                                                                                                   | Shell Shocked Sheldon                     |
| 003                   | Zakichany Garfield | Nothing to Sneeze At                      |
|                       | |                                           |
| 004                   | Błoga cisza | Peace & Quiet                             |
| 004                   | Wade kryminalista | Wanted: Wade                              |
| 004                   | Hawajska grypa | Garfield Goes Hawaiian                    |
|                       | |                                           |
| 005                   | Kartonowe szaleństwo | Box o’ Fun                                |
| 005                   | Niezidentyfikowany Orson Latający                                                                                         | Unidentified Flying Orson                 |
| 005                   | Szkoła dla Garfielda | School Daze                               |
|                       | |                                           |
| 006                   | Kryzys tożsamości | Identity Crisis                           |
| 006                   | Kiepska gra | The Bad Sport                             |
| 006                   | Na drzewie | Up a Tree                                 |
|                       | |                                           |
| 007                   | Sprawa wielkiej wagi | Weighty Problem                           |
| 007                   | Polowanie na robaki | The Worm Turns                            |
| 007                   | Dobry kot i zły kot | Good Cat, Bad Cat                         |
|                       | |                                           |
| 008                   | Górska pułapka | Cabin Fever                               |
| 008                   | Powrót Super Prosiaka | Return of Power Pig                       |
| 008                   | Uczciwa zamiana | Fair Exchange                             |
|                       | |                                           |
| 009                   | Binky Show | The Binky Show                            |
| 009                   | Zachowaj zimną krew | Keeping Cool                              |
| 009                   | Nie ruszaj się! | Don’t Move!                               |
|                       | |                                           |
| 010                   | Zaczarowany kundel | Magic Mutt                                |
| 010                   | Krótka opowieść | Short Story                               |
| 010                   | Poniedziałkowa depresja                                                                                                   | Monday Misery                             |
|                       | |                                           |
| 011                   | Wystawa kotów | Best of Breed                             |
| 011                   | Święto budyniu tapioka | National Tapioca Pudding Day              |
| 011                   | Wszystko o Odiem | All About Odie                            |
|                       | |                                           |
| 012                   | Zamaskowany mściciel | Caped Avenger                             |
| 012                   | Wade nielot | Shy Fly Guy                               |
| 012                   | Praca na roli | Green Thumbs Down                         |
|                       | |                                           |
| 013                   | Niezapominajka | Forget Me Not                             |
| 013                   | Lubię, kiedy jesteś blisko                                                                                                | I Like Having You Around!                 |
| 013                   | Kupowanie kompulsywne | Sales Resistance                          |
|                       | |                                           |
| Seria druga (1989)    | |                                           |
|                       | |                                           |
| 014                   | Niepożądany gość | Pest of a Guest                           |
| 014                   | Kiepski żart tynfa nie wart                                                                                               | The Impractical Joker                     |
| 014                   | Wypasiony, wyczesany kot                                                                                                  | Fat & Furry                               |
|                       | |                                           |
| 015                   | Sen, słodki sen | Rip Van Kitty                             |
| 015                   | Grabitacja | Grabbity                                  |
| 015                   | Ciasteczka od mamy | The Big Catnap                            |
|                       | |                                           |
| 016                   | Wielki przekręt | The Great Getaway                         |
| 016                   | Jaja sadzone | Scrambled Eggs                            |
| 016                   | Jaś i Małgosia | Hansel and Garfield                       |
|                       | |                                           |
| 017                   | Błotny stwór | The Sludge Monster                        |
| 017                   | Ciasteczka z wróżbą | Fortune Kooky                             |
| 017                   | Upalna Gwiazdka | Heatwave Holiday                          |
|                       | |                                           |
| 018                   | Paprotka na kotka | One Good Fern Deserves Another            |
| 018                   | Kto daje i odbiera… | Goody-Go-Round                            |
| 018                   | Czarny notesik | The Black Book                            |
|                       | |                                           |
| 019                   | Ballada o jeziorze | The Legend of the Lake                    |
| 019                   | 00-Orson | Double Oh Orson                           |
| 019                   | Ruch to zdrowie | Health Feud                               |
|                       | |                                           |
| 020                   | Binky do kasacji | Binky Gets Cancelled!                     |
| 020                   | Nie ma to jak show-biznes                                                                                                 | Show Stoppers                             |
| 020                   | Słodki i bestia | Cutie and the Beast                       |
|                       | |                                           |
| 021                   | Strefa lasagni | The Lasagna Zone                          |
| 021                   | Śpij Orsonie, śpij | Sleepytime Pig                            |
| 021                   | Yojumbo | Yojumbo                                   |
|                       | |                                           |
| 022                   | Mistrz oszustwa | Pros and Cons                             |
| 022                   | Zemsta koguta | Rooster Revenge                           |
| 022                   | Światło! Kamera! Garfield!                                                                                                | Lights! Camera! Garfield!                 |
|                       | |                                           |
| 023                   | Ranczo pod Skunksem | Polecat Flats                             |
| 023                   | Orsules | Hogcules                                  |
| 023                   | Brzydki umysł | Brain Boy                                 |
|                       | |                                           |
| 024                   | Co na obiad? | Maine Course                              |
| 024                   | Nic śmiesznego | No Laughing Matter                        |
| 024                   | Atak zmutowanych gupików                                                                                                  | Attack of the Mutant Guppies              |
|                       | |                                           |
| 025                   | Mechaniczny Odie | Robodie                                   |
| 025                   | Pierwsza pomoc | First Aid Wade                            |
| 025                   | Ofiara telewizji | Video Victim                              |
|                       | |                                           |
| 026                   | Klątwa Klopmana | The Curse of Klopman                      |
| 026                   | Kochane błotko | Mud Sweet Mud                             |
| 026                   | Deszczowy sen | Rainy Day Dreams                          |
|                       | |                                           |
| 027                   | Walka o kosz | Basket Brawl                              |
| 027                   | Narodziny Super Prosiaka                                                                                                  | Origin of Power Pig!                      |
| 027                   | Kaktus Jake znowu w siodle                                                                                                | Cactus Jake Rides Again                   |
|                       | |                                           |
| 028                   | Binky schodzi na złą drogę                                                                                                | Binky Goes Bad!                           |
| 028                   | Stodoła strachu | Barn of Fear                              |
| 028                   | Minicentrum handlowe | Mini-Mall Matters                         |
|                       | |                                           |
| 029                   | Garfield walczy o uwagę                                                                                                   | Attention-Getting Garfield                |
| 029                   | Świń Trek | Swine Trek                                |
| 029                   | To musi być prawda! | It Must Be True!                          |
|                       | |                                           |
| 030                   | Arrivederci, Odie!Dzidziuś                                                                                                | Arrivederci, Odie!                        |
| 030                   | Nawrócenie Gorta | Gort Goes Good                            |
| 030                   | Ukotowienie | Feeling Feline                            |
|                       | |                                           |
| 031                   | Nie igraj kotku z niedźwiedziem                                                                                           | The Bear Facts                            |
| 031                   | Nie ma się czego bać | Nothing to Be Afraid of                   |
| 031                   | Showman | The Big Talker                            |
|                       | |                                           |
| 032                   | Przyjaciel doskonały | Cactus Makes Perfect                      |
| 032                   | Orsules II | Hogcules II                               |
| 032                   | Złodzieje lasagni | Crime and Nourishment                     |
|                       | |                                           |
| 033                   | Telewizja przyszłości | T.V. of Tomorrow                          |
| 033                   | Mały Czerwony Kapturek | Little Red Riding Egg                     |
| 033                   | Dobrze karmiony kotek | Well Fed Feline                           |
|                       | |                                           |
| 034                   | Inwazja wielkich robotów                                                                                                  | Invasion of the Big Robots                |
| 034                   | Szkarłatny Pimpernel | Shelf Esteem                              |
| 034                   | Hotel „Wakacje od domu”                                                                                                   | Housebreak Hotel                          |
|                       | |                                           |
| 035                   | Kot – przesyłka polecona                                                                                                  | First Class Feline                        |
| 035                   | Hamelot | Hamelot                                   |
| 035                   | Jak być zabawnym? | How to Be Funny!                          |
|                       | |                                           |
| 036                   | Tajemniczy dwór | Mystic Manor                              |
| 036                   | Wokół Łasicy | Flop Goes the Weasel                      |
| 036                   | Legenda o Długim Jonie | The Legend of Long Jon                    |
|                       | |                                           |
| 037                   | Chiński kot | China Cat                                 |
| 037                   | Elegancik Dandy | Cock-a-Doodle Dandy                       |
| 037                   | Plażowy ręcznik Bonzo | Beach Blanket Bonzo                       |
|                       | |                                           |
| 038                   | Garfield ratuje sytuację                                                                                                  | Lemon-Aid                                 |
| 038                   | W samo południe | Hog Noon                                  |
| 038                   | Wideo linie lotnicze | Video Airlines                            |
|                       | |                                           |
| 039                   | Spełnione marzenie | The Mail Animal                           |
| 039                   | Ogromny apetyt na orzeszki                                                                                                | Peanut-Brained Rooster                    |
| 039                   | Najdroższa mumia | Mummy Dearest                             |
|                       | |                                           |
| Seria trzecia (1990)  | |                                           |
|                       | |                                           |
| 040                   | Rozbój na podniebnej drodze                                                                                               | Skyway Robbery                            |
| 040                   | Króliki nadchodzi! | The Bunny Rabbits Is Coming!              |
| 040                   | Bliskie spotkania Garfielda stopnia                                                                                       | Close Encounters Of The Garfield Kind     |
|                       | |                                           |
| 041                   | Astrokot | Astro Cat                                 |
| 041                   | Ekhm ekhm… Kukuryku | Cock-A-Doodle Duel                        |
| 041                   | Kotciuszek | Cinderella Cat                            |
|                       | |                                           |
| 042                   | Cała naprzód | Ship Shape                                |
| 042                   | Stodoła strachu II | Barn of Fear II                           |
| 042                   | Połamania nóg | Break-a-Leg                               |
|                       | |                                           |
| 043                   | Ta sama historia | Twice Told Tale                           |
| 043                   | Orson wybiera się na wakacje                                                                                              | Orson Goes on Vacation                    |
| 043                   | Dzwony weselne | Wedding Bell Blues                        |
|                       | |                                           |
| 044                   | Czysty i pachnący | Clean Sweep                               |
| 044                   | Tajemnice kreskówek | Secrets of the Animated Cartoon           |
| 044                   | Jak zgubiono Dziki Zachód                                                                                                 | How The West Was Lost                     |
|                       | |                                           |
| 045                   | Binky znowu szuka pracy                                                                                                   | Binky Gets Cancelled Again!               |
| 045                   | Obiad u Orsona | Orson’s Diner                             |
| 045                   | Zmęczony do bólu | Flat Tired                                |
|                       | |                                           |
| 046                   | Powrót Przyjaznych Misiów                                                                                                 | Return of the Buddy Bears                 |
| 046                   | Poskromienie Lanolin | Much Ado About Lanolin                    |
| 046                   | Jak kot z psem | Reigning Cats and Dogs                    |
|                       | |                                           |
| 047                   | Ile wart jest kot? | Fit for A King                            |
| 047                   | Orsen Hur | Ben Hog                                   |
| 047                   | Deser na pustyni | Dessert in the Desert                     |
|                       | |                                           |
| 048                   | Pies Arbuckle’ów | Hound of the Arbuckles                    |
| 048                   | Czerwony alarm | Read Alert                                |
| 048                   | Mieszczuch Arbuckle | Urban Arbuckle                            |
|                       | |                                           |
| 049                   | Odie Złotoloczka i 3 koty                                                                                                 | Odielocks and the 3 Cats                  |
| 049                   | Kwak w przyszłość | Quack to the Future                       |
| 049                   | Łóżko dla Garfielda | Beddy Buy                                 |
|                       | |                                           |
| 050                   | Książę Lasagni | Count Lasagna                             |
| 050                   | Tajemniczy gość | Mystery Guest                             |
| 050                   | Inwazja gryzoni | Rodent Rampage                            |
|                       | |                                           |
| 051                   | Koci złodziejaszek | The Feline Felon                          |
| 051                   | Stróż prawa | The Legal Eagle                           |
| 051                   | Kaktusowa saga | The Cactus Saga                           |
|                       | |                                           |
| 052                   | D.J. Jon | D.J. Jon                                  |
| 052                   | Człowiek ze złotą kukurydzą                                                                                               | Cornfinger                                |
| 052                   | Jeszcze pięć minut | Five Minute Warning                       |
|                       | |                                           |
| 053                   | | Wonderful World                           |
| 053                   | The Orson Awards |                                           |
| 053                   | The Garfield Workout |                                           |
|                       | |                                           |
| 054                   | | All Things Fat and Small                  |
| 054                   | Robin Hog |                                           |
| 054                   | Hare Replacement |                                           |
|                       | |                                           |
| 055                   | | Stick to It                               |
| 055                   | Orson in Wonderland |                                           |
| 055                   | For Cats Only |                                           |
|                       | |                                           |
| 056                   | | Mistakes Will Happen                      |
| 056                   | The Well Dweller |                                           |
| 056                   | The Wise Man |                                           |
|                       | |                                           |
| 057                   | | Star Struck                               |
| 057                   | Election Daze |                                           |
| 057                   | Dirty Business |                                           |
|                       | |                                           |
| SERIA CZWARTA (1991)  | |                                           |
|                       | |                                           |
| 058                   | | The Legend of Cactus Jupiter              |
| 058                   | Birthday Boy Roy |                                           |
| 058                   | Jukebox Jon |                                           |
|                       | |                                           |
| 059                   | | Squeak Previews                           |
| 059                   | Dr. Jekyll & Mr. Wade |                                           |
| 059                   | A Tall Tale |                                           |
|                       | |                                           |
| 060                   | | Moo Cow Mutt                              |
| 060                   | Niegrzeczny brat Ptaś | Big Bad Buddy Bird                        |
| 060                   | Anielskie zadanie | Angel Puss                                |
|                       | |                                           |
| 061                   | | Trial and Error                           |
| 061                   | An Egg-Citing Story |                                           |
| 061                   | Supermarket Mania |                                           |
|                       | |                                           |
| 062                   | | Frankenstein Feline                       |
| 062                   | Weatherman Wade |                                           |
| 062                   | Fill-in Feline |                                           |
|                       | |                                           |
| 063                   | Kot polarny | Polar Pussycat                            |
| 063                   | Over the Rainbow |                                           |
| 063                   | Remote Possibilities |                                           |
|                       | |                                           |
| 064                   | | Night of the Living Laundromat            |
| 064                   | Fast Food |                                           |
| 064                   | Cash and Carry |                                           |
|                       | |                                           |
| 065                   | Poza prawem | Speed Trap                                |
| 065                   | Siła wyobraźni | Flights of Fantasy                        |
| 065                   | Rozbitek | Castaway Cat                              |
|                       | |                                           |
| 066                   | Niezwykła moc umysłu | Mind Over Matter                          |
| 066                   | Orson i jego kij | Orson at the Bat                          |
| 066                   | Telewizja interaktywna | The Multiple Choice Cartoon               |
|                       | |                                           |
| 067                   | Pogromca kosmitów | Galactic Gamesman Garfield                |
| 067                   | Przebiegły szpieg | Sly Spy Guy                               |
| 067                   | Nieproszony gość | The Thing That Stayed… Forever!           |
|                       | |                                           |
| 068                   | Dzidziuś | Bouncing Baby Blues                       |
| 068                   | Brzydkie kaczątko | The Ugly Duckling                         |
| 068                   | Odcinek edukacyjny | Learning Lessons                          |
|                       | |                                           |
| 069                   | Robodie II | Robodie II                                |
| 069                   | Znikające masło | For Butter or Worse                       |
| 069                   | Denerwujący świat | Annoying Things                           |
|                       | |                                           |
| 070                   | Gwarantowane kłopoty | Guaranteed Trouble                        |
| 070                   | Fanklub | Fan Clubbing                              |
| 070                   | Zaginiona w akcji | A Jarring Experience                      |
|                       | |                                           |
| 071                   | Zamiana | The Idol of Id                            |
| 071                   | Bajki na dobranoc | Bedtime Story Blues                       |
| 071                   | Mamma Manicotti | Mamma Manicotti                           |
|                       | |                                           |
| 072                   | Oddział specjalny Pizza                                                                                                   | The Pizza Patrol                          |
| 072                   | Słońce też wschodzi | The Son Also Rises                        |
| 072                   | Miłość na czterech kółkach                                                                                                | Rolling Romance                           |
|                       | |                                           |
| 073                   | | The Automated, Animated Adventure         |
| 073                   | Wspaniały Wade | It’s A Wonderful Wade                     |
| 073                   | Odiego przygoda motoryzacyjna                                                                                             | Truckin’ Odie                             |
|                       | |                                           |
| SERIA PIĄTA (1992)    | |                                           |
|                       | |                                           |
| 074                   | Drugi dom | Home Away from Home                       |
| 074                   | Robot pogodowy | Rainy Day Robot                           |
| 074                   | Niesamowity Odie | Odie the Amazing                          |
|                       | |                                           |
| 075                   | Pierwszy doroczny konkurs dla miłośników Garfielda                                                                        | The First Annual Garfield Watchers Test   |
| 075                   | Stark Raven Mad |                                           |
| 075                   | The Record Breaker |                                           |
|                       | |                                           |
| 076                   | | Renewed Terror                            |
| 076                   | Badtime Story |                                           |
| 076                   | Tooth or Dare |                                           |
|                       | |                                           |
| 077                   | | Country Cousin                            |
| 077                   | The Name Game |                                           |
| 077                   | The Carnival Curse |                                           |
|                       | |                                           |
| 078                   | | Home Sweet Swindler                       |
| 078                   | Forget-Me-Not-Newton |                                           |
| 078                   | The Great Inventor |                                           |
|                       | |                                           |
| 079                   | | Taste Makes Waist                         |
| 079                   | The Wolf Who Cried Boy |                                           |
| 079                   | Day of Doom |                                           |
|                       | |                                           |
| 080                   | | The Kitty Council                         |
| 080                   | The Bo Show |                                           |
| 080                   | Bad Neighbor Policy |                                           |
|                       | |                                           |
| 081                   | | Canvas Back Cat                           |
| 081                   | Make Believe Moon |                                           |
| 081                   | The Creature that Lived in the Refrigerator, Behind the Mayonnaise, Next to the Ketchup and to the Left of the Cole Slaw! |                                           |
|                       | |                                           |
| 082                   | | Airborne Odie                             |
| 082                   | Once Upon A Time Warp |                                           |
| 082                   | Bride and Broom |                                           |
|                       | |                                           |
| 083                   | | Cute for Loot                             |
| 083                   | The Caverns of Cocoa |                                           |
| 083                   | Dream Date |                                           |
|                       | |                                           |
| 084                   | | The Worst Pizza in the History of Mankind |
| 084                   | Jack II: The Rest of the Story                                                                                            |                                           |
| 084                   | The Garfield Opera |                                           |
|                       | |                                           |
| 085                   | | Dummy of Danger                           |
| 085                   | Sooner or Later |                                           |
| 085                   | Jumping Jon |                                           |
|                       | |                                           |
| 086                   | | Sound Judgement                           |
| 086                   | Gross Encounters |                                           |
| 086                   | The Perils of Penelope |                                           |
|                       | |                                           |
| 087                   | | Cartoon Cat Conspiracy                    |
| 087                   | Who Done It? |                                           |
| 087                   | The Picnic Panic |                                           |
|                       | |                                           |
| 088                   | | Ghost of a Chance                         |
| 088                   | Roy Gets Sacked |                                           |
| 088                   | Revenge of the Living Lunch                                                                                               |                                           |
|                       | |                                           |
| 089                   | | Supersonic Seymour                        |
| 089                   | A Mildly Mental Mix-Up |                                           |
| 089                   | The Garfield Rap |                                           |
|                       | |                                           |
| SERIA SZÓSTA (1993)   | |                                           |
|                       | |                                           |
| 090                   | | A Vacation From His Senses                |
| 090                   | The Incredibly Stupid Swamp Monster                                                                                       |                                           |
| 090                   | Dread Giveaway |                                           |
|                       | |                                           |
| 091                   | | Jon the Barbarian                         |
| 091                   | Uncle Roy to the Rescue                                                                                                   |                                           |
| 091                   | The Kitten and the Council                                                                                                |                                           |
|                       | |                                           |
| 092                   | | Canine Conspiracy                         |
| 092                   | Snow Wade and the 77 Dwarfs (part one)                                                                                    |                                           |
| 092                   | The Genuine Article |                                           |
|                       | |                                           |
| 093                   | | The Best Policy                           |
| 093                   | Snow Wade and the 77 Dwarfs (part two)                                                                                    |                                           |
| 093                   | Fishy Feline |                                           |
|                       | |                                           |
| 094                   | | Next-Door Nuisance                        |
| 094                   | What’s It All About, Wade?                                                                                                |                                           |
| 094                   | Bigfeetz |                                           |
|                       | |                                           |
| 095                   | | The Wright Stuff                          |
| 095                   | Orson Express |                                           |
| 095                   | Safe at Home |                                           |
|                       | |                                           |
| 096                   | | The Pie-Eyed Piper                        |
| 096                   | Fine-Feathered Funny Man                                                                                                  |                                           |
| 096                   | Sweet Tweet Treat |                                           |
|                       | |                                           |
| 097                   | | The Floyd Story                           |
| 097                   | How Now, Stolen Cow? |                                           |
| 097                   | The Second Penelope Episode                                                                                               |                                           |
|                       | |                                           |
| 098                   | | Dr. Jekyll and Mr. Mouse                  |
| 098                   | Payday Mayday |                                           |
| 098                   | How to Drive a Human Crazy                                                                                                |                                           |
|                       | |                                           |
| 099                   | | Date of Disaster                          |
| 099                   | A Little Time-Off |                                           |
| 099                   | The Longest Doze |                                           |
|                       | |                                           |
| 100                   | | The Life and Times of the Lasagna Kid     |
| 100                   | The Return of the Incredibly Stupid Swamp Monster                                                                         |                                           |
| 100                   | Unreal Estate |                                           |
|                       | |                                           |
| 101                   | | Stairway to Stardom                       |
| 101                   | The Midnight Ride of Paul Revere’s Duck                                                                                   |                                           |
| 101                   | Magic, Monsters and Manicotti                                                                                             |                                           |
|                       | |                                           |
| 102                   | | Lost and Foundling                        |
| 102                   | Winter Wonderland |                                           |
| 102                   | Films and Felines |                                           |
|                       | |                                           |
| 103                   | | Knights and Daze                          |
| 103                   | Holiday Happening |                                           |
| 103                   | Jailbird Jon |                                           |
|                       | |                                           |
| 104                   | | The Garfield Musical                      |
| 104                   | Mind Over Melvin |                                           |
| 104                   | Madman Meets His Match |                                           |
|                       | |                                           |
| 105                   | | The Third Penelope Episode                |
| 105                   | Hare Force |                                           |
| 105                   | Garfield’s Garbage Can and Tin Pan Alley Revue                                                                            |                                           |
|                       | |                                           |
| SERIA SIÓDMA (1994)   | |                                           |
|                       | |                                           |
| 106                   | | Change of Mind                            |
| 106                   | Temp Trouble |                                           |
| 106                   | The Perfect Match |                                           |
|                       | |                                           |
| 107                   | | The Legend of Johnny Ragweedseed          |
| 107                   | Grape Expectations (part one)                                                                                             |                                           |
| 107                   | Catch As Cats Can’t |                                           |
|                       | |                                           |
| 108                   | | A Matter of Conscience                    |
| 108                   | Grape Expectations (part two)                                                                                             |                                           |
| 108                   | Top Ten |                                           |
|                       | |                                           |
| 109                   | | My Fair Feline                            |
| 109                   | Double Trouble Talk |                                           |
| 109                   | Half-Baked Alaska |                                           |
|                       | |                                           |
| 110                   | | Puss in High-Tops                         |
| 110                   | Egg Over Easy (part one)                                                                                                  |                                           |
| 110                   | The Beast from Beyond |                                           |
|                       | |                                           |
| 111                   | | Model Behavior                            |
| 111                   | Egg Over Easy (part two)                                                                                                  |                                           |
| 111                   | Another Ant Episode |                                           |
|                       | |                                           |
| 112                   | | Guy of Her Dreams                         |
| 112                   | The Discount of Monte Cristo                                                                                              |                                           |
| 112                   | The Fairy Dogmother |                                           |
|                       | |                                           |
| 113                   | | The Stand-Up Mouse                        |
| 113                   | Daydream Doctor |                                           |
| 113                   | Happy Garfield Day |                                           |
|                       | |                                           |
| 114                   | | Sit on It                                 |
| 114                   | Kiddy Korner |                                           |
| 114                   | Brainware Broadcast |                                           |
|                       | |                                           |
| 115                   | | The Suburban Jungle                       |
| 115                   | The Thing in the Box |                                           |
| 115                   | The Feline Philosopher |                                           |
|                       | |                                           |
| 116                   | | Thoroughly Mixed-Up Mouse                 |
| 116                   | The Old Man of the Mountain                                                                                               |                                           |
| 116                   | Food Fighter |                                           |
|                       | |                                           |
| 117                   | | The Jelly Roger                           |
| 117                   | The Farmyard Feline Philosopher                                                                                           |                                           |
| 117                   | Dogmother II: The Dog Alley City Adventure                                                                                |                                           |
|                       | |                                           |
| 118                   | | Alley Katta and the 40 Thieves            |
| 118                   | If It’s Tuesday, This Must Be Alpha Centauri                                                                              |                                           |
| 118                   | Clash of the Titans |                                           |
|                       | |                                           |
| 119                   | | The Man Who Hated Cats                    |
| 119                   | Deja Vu |                                           |
| 119                   | Canned Laughter |                                           |
|                       | |                                           |
| 120                   | | The Ocean Blue                            |
| 120                   | The Monster Who Couldn’t Scare Anybody                                                                                    |                                           |
| 120                   | Arbuckle the Invincible                                                                                                   |                                           |
|                       | |                                           |
| 121                   | | The Horror Hostess (part one)             |
| 121                   | Newsworthy Wade |                                           |
| 121                   | The Horror Hostess (part two)                                                                                             |                                           |
|                       | |                                           |